# بوکری
بوکری (به ایتالیایی: Buccheri) یک کومونه در ایتالیا است که در استان سیراکوز واقع شده‌است.

## خصوصیات
بوکری ۵۷٫۴۳ کیلومترمربع مساحت و ۲٬۱۸۷ نفر جمعیت دارد و ۸۲۰ متر بالاتر از سطح دریا واقع شده‌است.